# 防府北基地
防府北基地 （ほうふきたきち、Houfu Kita Airbase）は、山口県防府市田島無番地に所在し、主に航空自衛隊パイロットを養成する部隊である第12飛行教育団等が配置されている。基地司令は、第12飛行教育団司令が兼務している。
航空自衛隊の基地であるが、陸上自衛隊第13旅団隷下の第13飛行隊が分屯する防府分屯地も基地内にある。

## 概要
- この基地では、航空機のパイロット候補生を対象に、地上課程及び初等練習機による訓練を行っているほか、宇宙空間の観測、人工衛星の監視を行っている。
- 陸上自衛隊「防府分屯地」として、第13飛行隊が所属している。
- 近傍に防府南基地があり、共に住所は山口県防府市田島無番地であるが、郵便物は個別郵便番号を別個に取得して両基地を区別している。なお、代表電話番号は北基地と南基地で共通であるため、南北両基地に同一隊名の部隊が存在する部署に一般回線から電話連絡する際には、交換手にどちらの基地であるか告げる必要がある（自衛隊内専用回線においては内線番号が異なるため、発話者が間違わない限り混同することはない）。
- 付随する施設として山陽小野田市津布田に「レーダー地区」があり、海上自衛隊旧山陽通信所を転用し、宇宙監視用のレーダーを設置している[1]。（レーダーは府中基地からの遠隔運用だが、整備は防府北基地で実施[2]。）

## 沿革
- 1943年（昭和18年）5月1日：防府海軍通信学校として開設。翌年から甲種・乙種予科練収容
- 1944年（昭和19年）4月：帝国陸軍航空部隊の防府陸軍飛行場開設。終戦後はイギリス軍に接収される
- 1945年（昭和20年）7月8日：海軍兵学校針尾分校が海軍通信学校校舎へ移転することになり、7月8日から各部ごとに移転、同月15日以後は事実上、防府分校となる。
- 1946年（昭和21年）2月：イギリス連邦占領軍が防府飛行場に進駐。
- 1947年（昭和22年）12月：イギリス連邦占領軍の一員のオーストラリアによるカンタス航空の定期就航（ランカストリアン）[注釈 1]
- 1954年（昭和29年）
  - 9月1日：第1教育隊が小月で編成。
  - 12月3日：防府飛行場がイギリス連邦占領軍から返還
  - 12月5日：第1教育隊が小月から防府基地へ移動。
- 1955年（昭和30年）11月1日：第1操縦学校（本校小月基地）の分校が防府飛行場に開設され、飛行訓練に使用され始める。
- 1959年（昭和34年）6月1日：防府基地が南・北に分立し航空自衛隊防府北基地となる。第1操縦学校は廃止され、第12飛行教育団として再編成される
- 1962年（昭和37年）11月30日：陸上自衛隊防府分屯地が併設される
- 1970年（昭和45年）3月10日：芦屋基地から航空学生教育隊が移駐する
- 1979年（昭和54年）4月：T-3初号機が導入される
- 2005年（平成17年）：T-7が導入される
- 2023年（令和5年）3月16日：宇宙作戦群第2宇宙作戦隊を新編[3]。
- 2024年（令和6年）3月：宇宙作戦群第2宇宙システム管理隊を新編[4]。
- 2025年（令和7年）3月3日：防府北基地レーダー地区（旧海上自衛隊山陽通信所）の宇宙監視レーダーの運用を開始[1][5]。

## 配置部隊
航空教育集団隷下
- 第12飛行教育団司令部
  - 飛行教育群
    - 第1飛行教育隊
    - 第2飛行教育隊
    - 飛行準備教育隊

  - 整備補給群
  - 基地業務群
  - 航空学生教育群

航空支援集団隷下
- （航空保安管制群）
  - 防府管制隊
- （航空気象群）
  - 防府気象隊

防衛大臣直轄部隊
- 宇宙作戦群
  - 第2宇宙作戦隊
  - 第2宇宙システム管理隊

陸上自衛隊については防府分屯地#駐屯部隊を参照。

## 航空管制
| GND | 133.0MHz                                                       |
| TWR | 120.1MHz,123.1MHz,126.2MHz,133.4MHz,138.3MHz 236.8MHz,247.0MHz |

## 航空祭
- 毎年6月頃に開催（以前は7月頃だったが、梅雨時期をさけるために開催時期を変更）